# Symplecta chaetophora
Symplecta chaetophora är en tvåvingeart som först beskrevs av Alexander 1968.  Symplecta chaetophora ingår i släktet Symplecta och familjen småharkrankar. Inga underarter finns listade i Catalogue of Life.